# UAV-2 Gavilán
El Gavilán es un avión no tripulado (UAV) desarrollado por el Centro de Investigación y Desarrollo de la Fuerza Aérea Ecuatoriana (CIDFAE).
Sus misiones principales son vigilancia y reconocimiento, pero también puede ser usado para adquisición de objetivos, ajuste del tiro de la artillería y evaluación de daños.
Cuenta con capacidades de aterrizaje, despegue y vuelo autónomo, transmisión de video y fotografía en tiempo real desde un sistema electro-óptico. Está construido en fibra de carbono y madera, y cuenta con localización satelital.

## Usuario
Ecuador
- Fuerza Aérea Ecuatoriana: 1 en servicio, otros 4 en producción[1]

## Especificaciones

### Características generales
- Tripulación: no tripulado
- Envergadura: 7 m
- Planta motriz: 1× pistón .

### Rendimiento
- Velocidad máxima operativa (Vno): 200 km/h (124 MPH; 108 kt)
- Velocidad crucero (Vc): 110 km/h (68 MPH; 59 kt)
- Radio de acción: 150 km
- Techo de vuelo: 15000 pies
- Tiempo máximo de permanencia en el aire: 8 horas.